# 28683 Victorostrik
28683 Victorostrik è un asteroide della fascia principale. Scoperto nel 2000, presenta un'orbita caratterizzata da un semiasse maggiore pari a 2,7405780 UA e da un'eccentricità di 0,0843401, inclinata di 3,62916° rispetto all'eclittica.